# Ulica Henryka Krupanka w Siemianowicach Śląskich
Ulica Henryka Krupanka – ulica w Siemianowicach Śląskich o długości około 2410 m, znajdująca się w północno-wschodniej części miasta, w granicach dzielnicy Bańgów. Droga ta jest fragmentem drogi krajowej nr 94, a w średniowieczu śladem obecnej ulicy biegł szlak handlowy Via Magna, łączący Bytom z Krakowem. Przy tej drodze założono Bańgów, a obecna ulica H. Krupanka stanowi jego główną drogę. Znajdują się przy niej liczne historyczne budynki mieszkalne, a także przedsiębiorstwa z różnych branż. Ulicą kursują autobusy ZTM.

## Przebieg

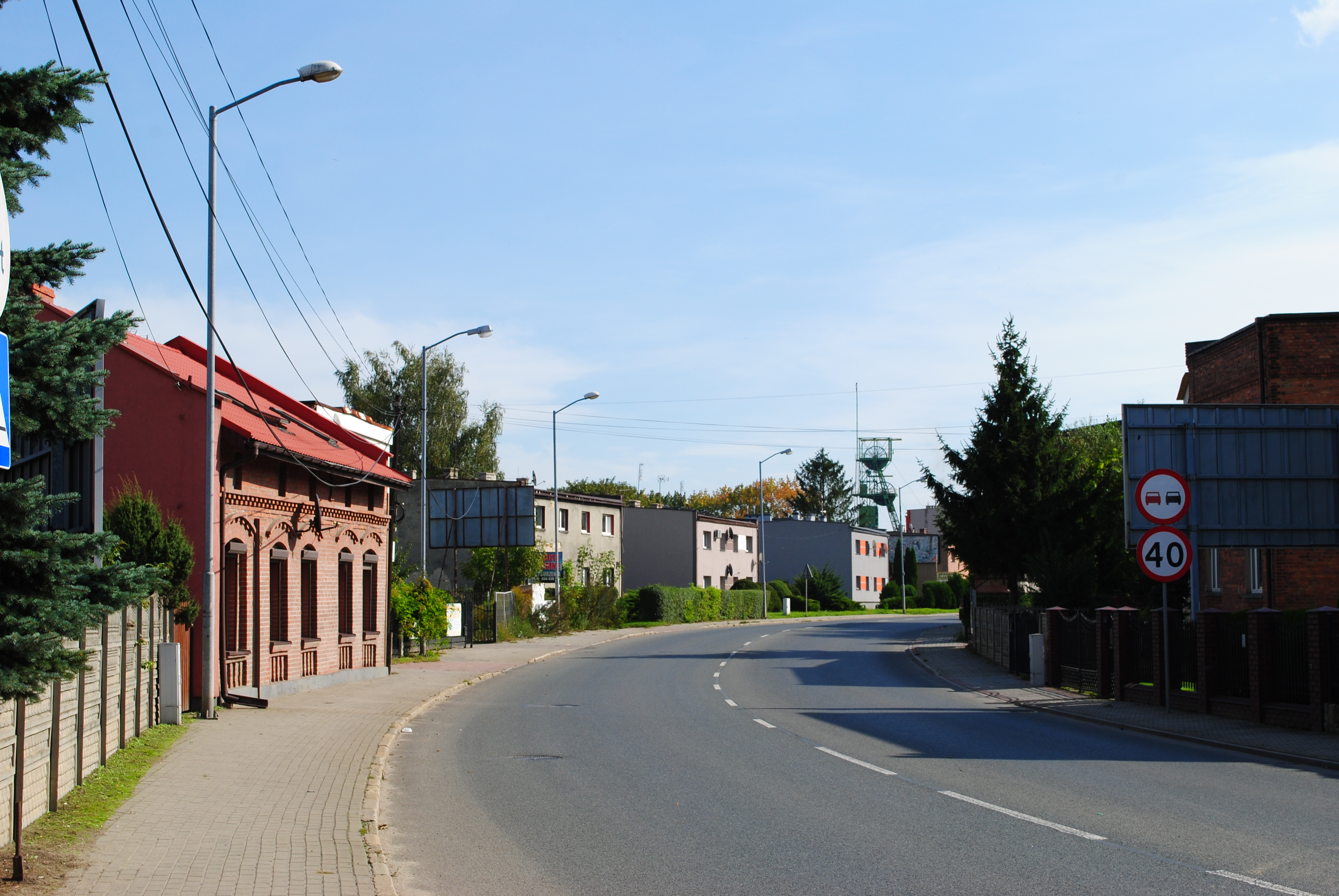
Ulica H. Krupanka widziana kierunku wschodnim

Ulica H. Krupanka znajduje się w północno-wschodniej części Siemianowic Śląskich i na całej długości przebiega przez dzielnicę Bańgów. Numeracja budynków zaczyna się od zachodniej strony ulicy, przy granicy Bańgowa z Michałkowicami (numery parzyste znajdują się po południowej stronie drogi, a nieparzyste po północnej stronie). Tam ulica H. Krupanka krzyżuje się z ulica Wrocławską (w kierunku zachodnim biegnie przez Michałkowice w kierunku Piekar Śląskich i Bytomia) i Zwycięstwa (w kierunku południowym łączy Bańgów z Centrum). Ruch na tym skrzyżowaniu sterowany jest za pomocą sygnalizacji świetlnej.  
Ulica H. Krupanka do skrzyżowania z ulicą Zachodnią biegnie krętym przebiegiem w kierunku południowo-wschodnim przez zurbanizowaną część Bańgowa. Na tym odcinku krzyżuje się z następującymi ulicami: Bratnią, Malinową, S. Okrzei i Bańgowską oraz al. Spacerową. W dalszym ciągu, do granicy z Czeladzią, droga biegnie w kierunku południowo-wschodnim, przebiegając w pobliżu cmentarza żołnierzy niemieckich i zakładów produkcyjnych. Droga kończy się na granicy miasta z Czeladzią, a droga kontynuuje ona swój bieg jako ulica Stanisława Staszica. Łączna długość ulicy wynosi około 2410 metrów.

## Charakterystyka

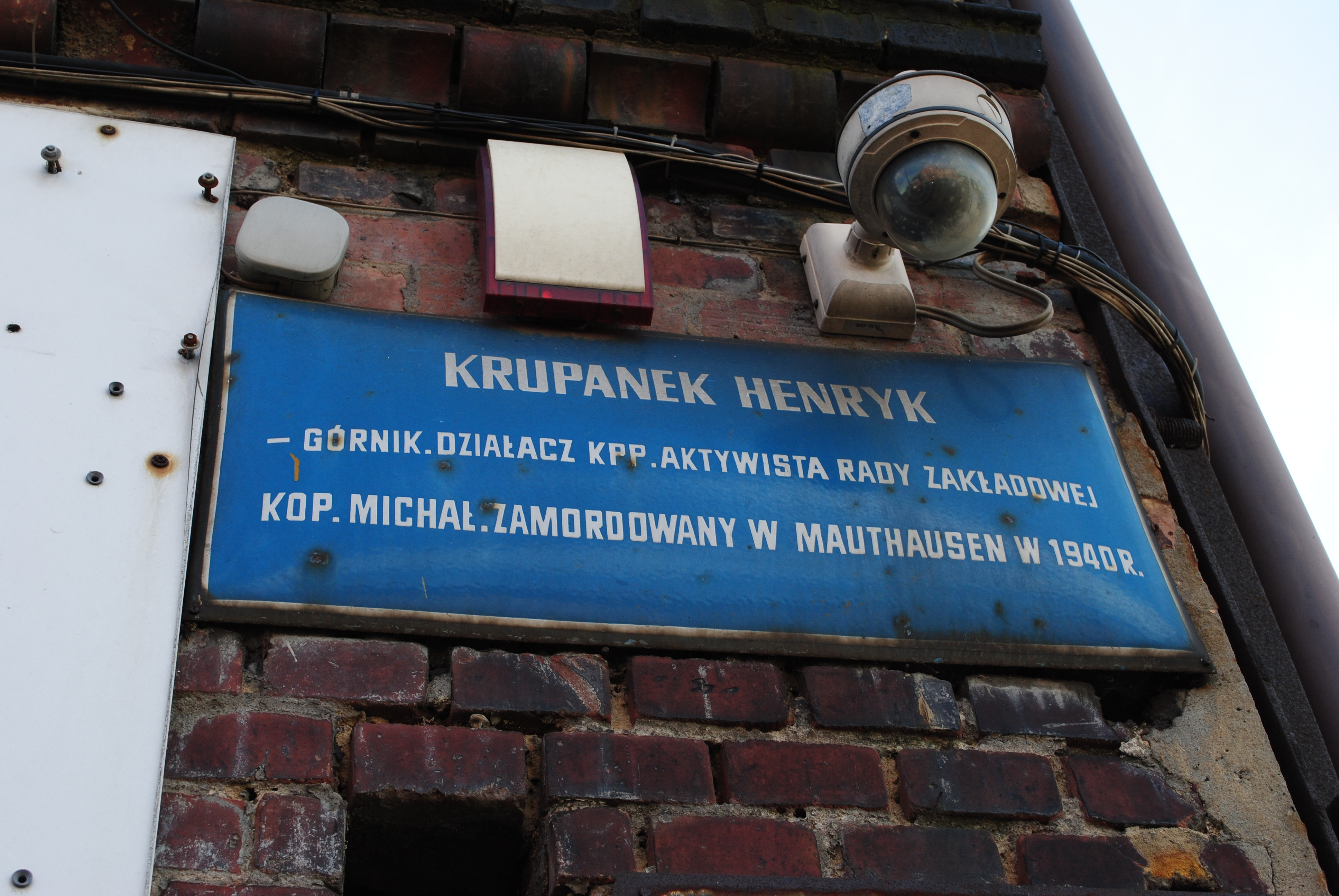
Tablica na elewacji jednego z budynków z biogramem patrona ulicy

Ulica H. Krupanka jest z jedną dróg wylotowych Siemianowic Śląskich. Stanowi ona fragment drogi krajowej nr 94 i jest drogą klasy głównej (G). W systemie TERYT widnieje ona pod numerem 10025. Kod pocztowy dla wszystkich adresów przy ulicy to 41-103.
Nawierzchnia ulicy wykonana jest z mieszanek mineralno-bitumicznych. Ulica jest oświetlona za pomocą lamp LED-owych, które zastąpiły oświetlenie z wykorzystaniem lamp sodowych. Wzdłuż ulicy H. Krupanka ciągnie się wodociąg o średnicy 600 mm, będący częścią systemu zaopatrywania w wodę Siemianowic Śląskich. Jest on w zarządzie Górnośląskiego Przedsiębiorstwa Wodociągów. Przy ulicy znajduje się też jedna z przepompowni ścieków.
Ulicą kursują autobusy na zlecenie ZTM-u. Znajdują się tu dwa przystanki: Bańgów Gospoda i Bańgów Strefa. Przy pierwszym z nich, według stanu z października 2021 roku, zatrzymują się autobusy dziewięciu linii (w tym jedna nocna, po jednej w jednym kierunku i jedna w kierunku wschodnim). Autobusy łączą tę część miasta z innymi dzielnicami Siemianowic Śląskich oraz z niektórymi miastami i gminami Górnośląsko-Zagłębiowskiej Metropolii, w tym z: Bytomiem, Chorzowem, Czeladzią, Dąbrową Górniczą, Katowicami, Piekarami Śląskimi i Wojkowicami.
Ulica jest nazwana imieniem Henryka Krupanka. Henryk Krupanek był górnikiem, działaczem Komunistycznej Partii Polski i aktywistą rady zakładowej kopalni węgla kamiennego „Michał”. Został on zamordowany w 1940 roku w Mathausen.

## Historia

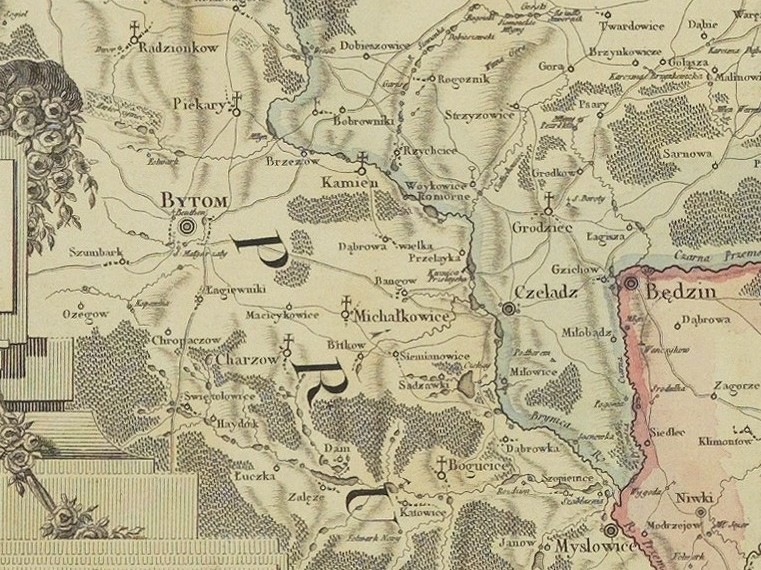
Fragment mapy wydanej w 1792 roku, na której widnieje Bańgów oraz droga biegnąca w kierunku Czeladzi, w obecnym śladzie ulicy H. Krupanka

Obecna ulica H. Krupanka w przeszłości była częścią historycznej drogi Via Magna, łącząca Bytom z Krakowem przez Czeladź i Sławków. Był to dawny szlak handlowy, który do końca XII wieku był często uczęszczany. Przy tej szosie rozwinął się Bańgów – pierwsza wzmianka o osadzie pochodzi z 1596 roku. Droga ta była głównym i przez długi czas jedynym traktem we wsi. W połowie XIX wieku odcinek drogi pomiędzy Bytomiem a Bańgowem został ubity, a stamtąd dokonano szosowania drogi do Siemianowic. Odcinek obecnej ulicy H. Krupanka, tj. trasa pomiędzy Bańgowem a Czeladzią, pozostała dalej zwykłą, polną drogą.
W czasach zaborów Siemianowice Śląskie leżały w pobliżu granicy Królestwa Prus oraz Cesarstwa Rosyjskiego. Na dzisiejszej ulicy H. Krupanka, przy dzisiejszej granicy Siemianowic Śląskich i Czeladzi znajdowało się przejście graniczne. Po stronie Siemianowic Śląskich znajdował się pruski Zollamt, zaś po drugiej stronie rosyjski Posterunek Celny. Budynek Zollamtu znajdował się po północnej stronie drogi, około 200 metrów od granicy, na najwyżej położonym punkcie drogi . Przejście graniczne na końcu dzisiejszej ulicy H. Krupanka funkcjonowało do czasów odbywającego się na Górnym Śląsku plebiscytu .
W 1951 roku tereny Bańgówa, a wraz z tym obecną ulicę H. Krupanka, włączono w granice Siemianowic Śląskich. W okresie Polski Ludowej, na mapie z początku lat 50. XX wieku droga nosiła nazwę ulica Krupanki. Pod koniec lat 60. XX wieku ulicę H. Krupanka zmodernizowano. Prawdopodobnie w tym czasie zburzono dawny pruski budynek komory celnej. Pozostałością po Zollamcie jest granitowy słup graniczy, znajdujący się na poboczu ulicy H. Krupanka .

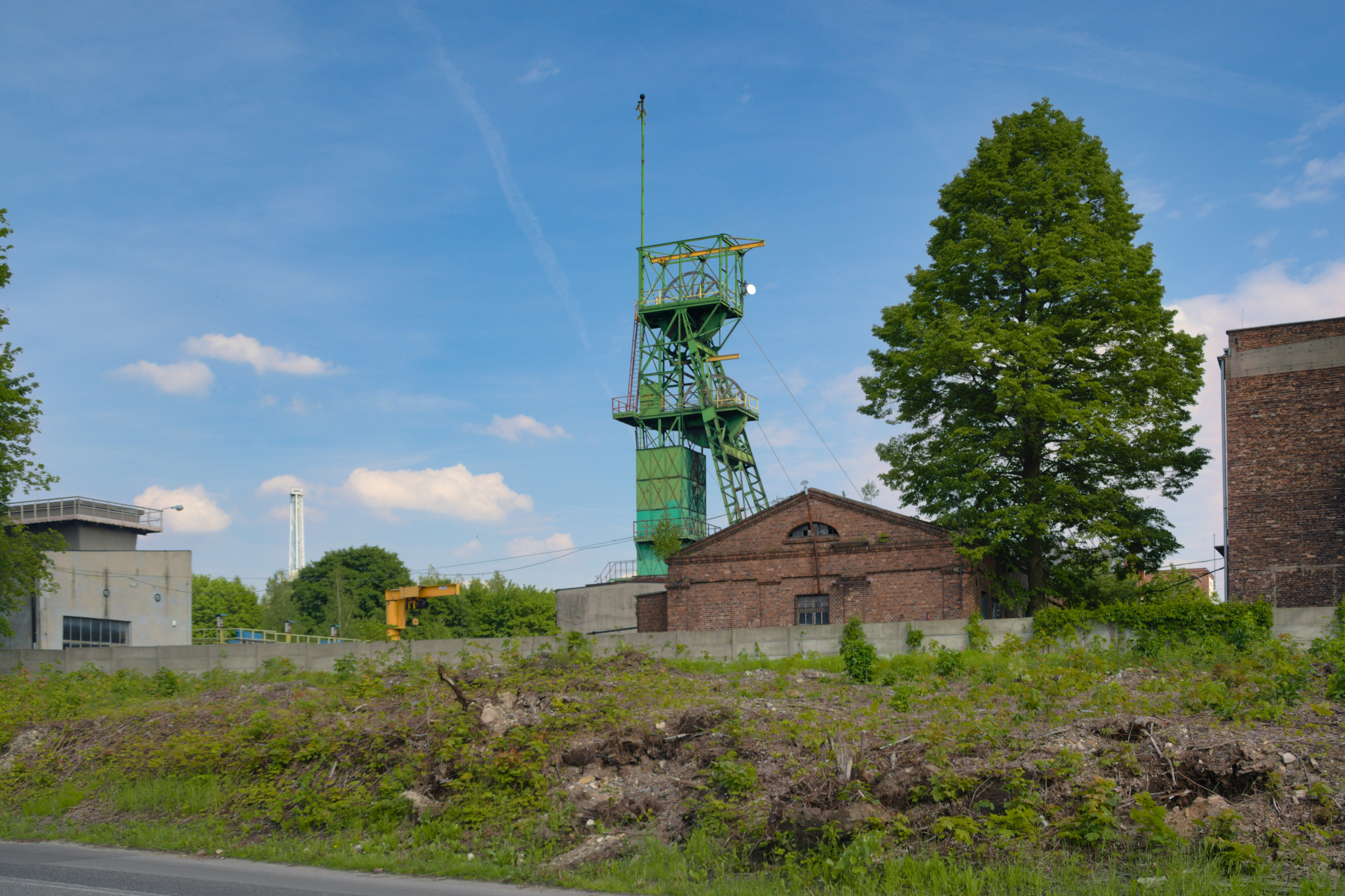
Nadszybie szybu „Bańgów” wraz z wieżą wyciągową, maszynownią i dyfuzorami z połowy lat 20. XX wieku; widok od strony zachodniej

W 1998 roku przy ulicy H. Krupanka, na terenie podarowanym przez samorząd, został wybudowany cmentarz żołnierzy niemieckich poległych w czasie II wojny światowej. Został on utworzony przez Niemiecki Związek Ludowy Opieki nad Grobami Wojennymi, który w latach 1996–1998 utworzył łącznie 10 cmentarzy na terenie Polski.
Dnia 6 września 2013 roku ulica H. Krupanka była częścią trasy organizowanego przez Stowarzyszenie Światowe Igrzyska Polonijne „Polonia–Austria” Biegu upamiętniającego 330. rocznicę Odsieczy Wiedeńskiej i przemarszu wojsk polskich pod Wiedeń. Bieg sztafetowy zorganizowano wówczas trasą, którą podążał król Polski Jan III Sobieski. W drugiej połowie października 2017 roku przeprowadzono prace związane z wymianą nawierzchni jezdni oraz remontem chodnika. Prace rozpoczęte w dniu 16 października obejmowały m.in.: uzupełnienie podbudowy oraz wymianę nawierzchni jezdni z asfaltobetonu, wykonanie nowych chodników z kostki brukowej oraz ułożenie krawężników i obrzeży. Prace te obejmowały odcinek pomiędzy skrzyżowaniem z ulicą Zwycięstwa a skrzyżowaniem z ulicą Bańgowską. Prace modernizacyjne, zakończone na początku grudnia tego samego roku, kosztowały niecały 1,0 mln zł, z czego część kosztów stanowiło dofinansowanie ze środków rezerwy subwencji ogólnej Ministerstwa Rozwoju i Finansów.
Dnia 1 lipca 2019 roku przy zakładzie firmy Adient uruchomiono stację rowerów miejskich, będącą częścią systemu Siemianowickiego Roweru Miejskiego.
W połowie sierpnia 2019 roku podpisano umowę na remont nawierzchni ulicy na odcinku pomiędzy skrzyżowaniem z ulicą Bańgowską a centrum ogrodniczym. Prace budowlane rozpoczęły się 26 sierpnia tego samego roku. W ramach prac wymieniono nawierzchnię jezdni, ułożono chodnik z kostki brukowej wraz krawężnikami pomiędzy ulicą Zachodnią a zakładem Adient, zabudowano bariery ochronne oraz wykonano nowe oznakowanie poziome. Prace remontowe trwały do połowy października tego samego roku. Koszt remontu wyniósł niecałe 1,5 mln złotych. Prace te zostały częściowo dofinansowane przez Ministerstwo Infrastruktury z rezerwy subwencji ogólnej.

## Obiekty historyczne i zabytki

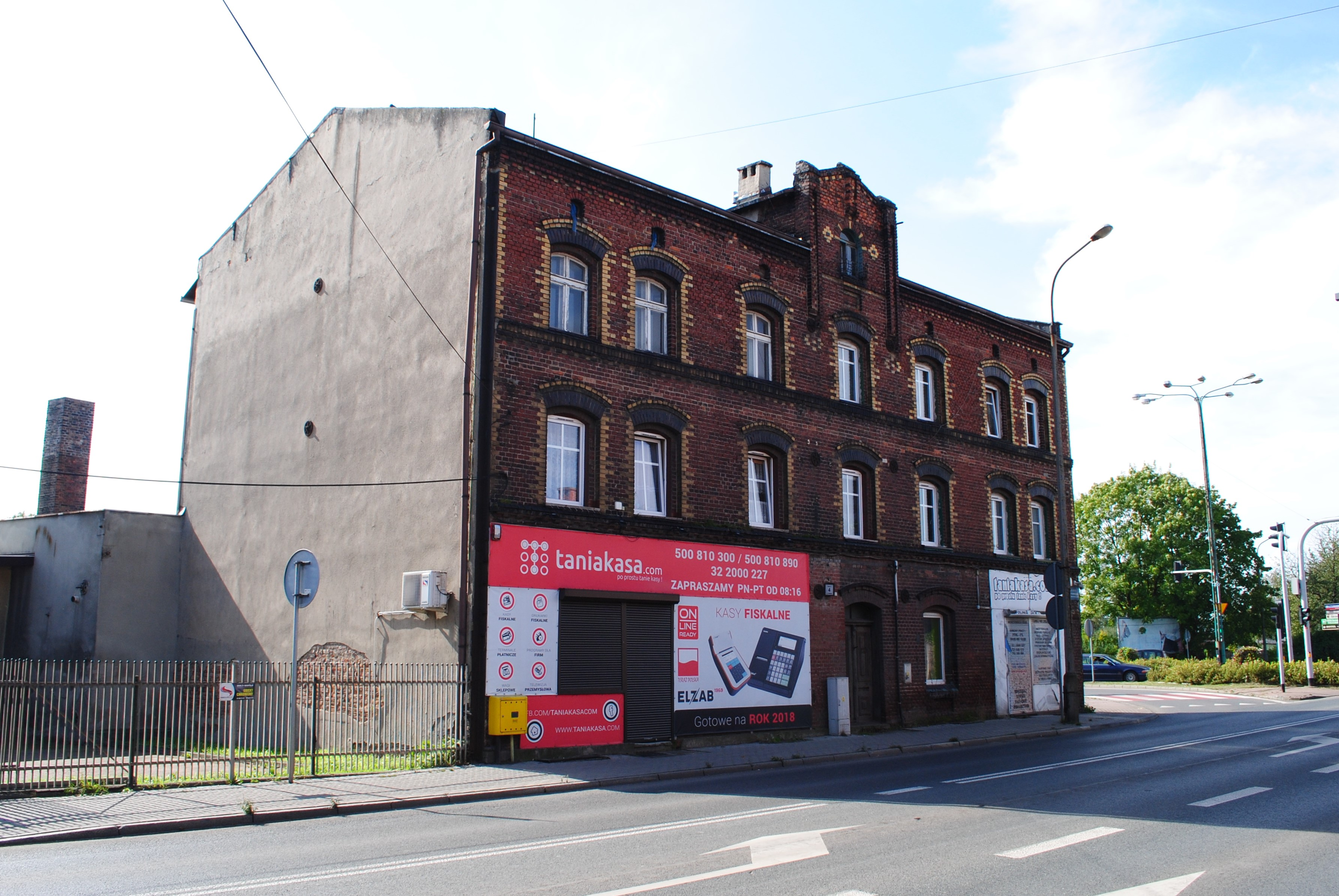
Budynek mieszkalny (ul. Henryka Krupanka 4)

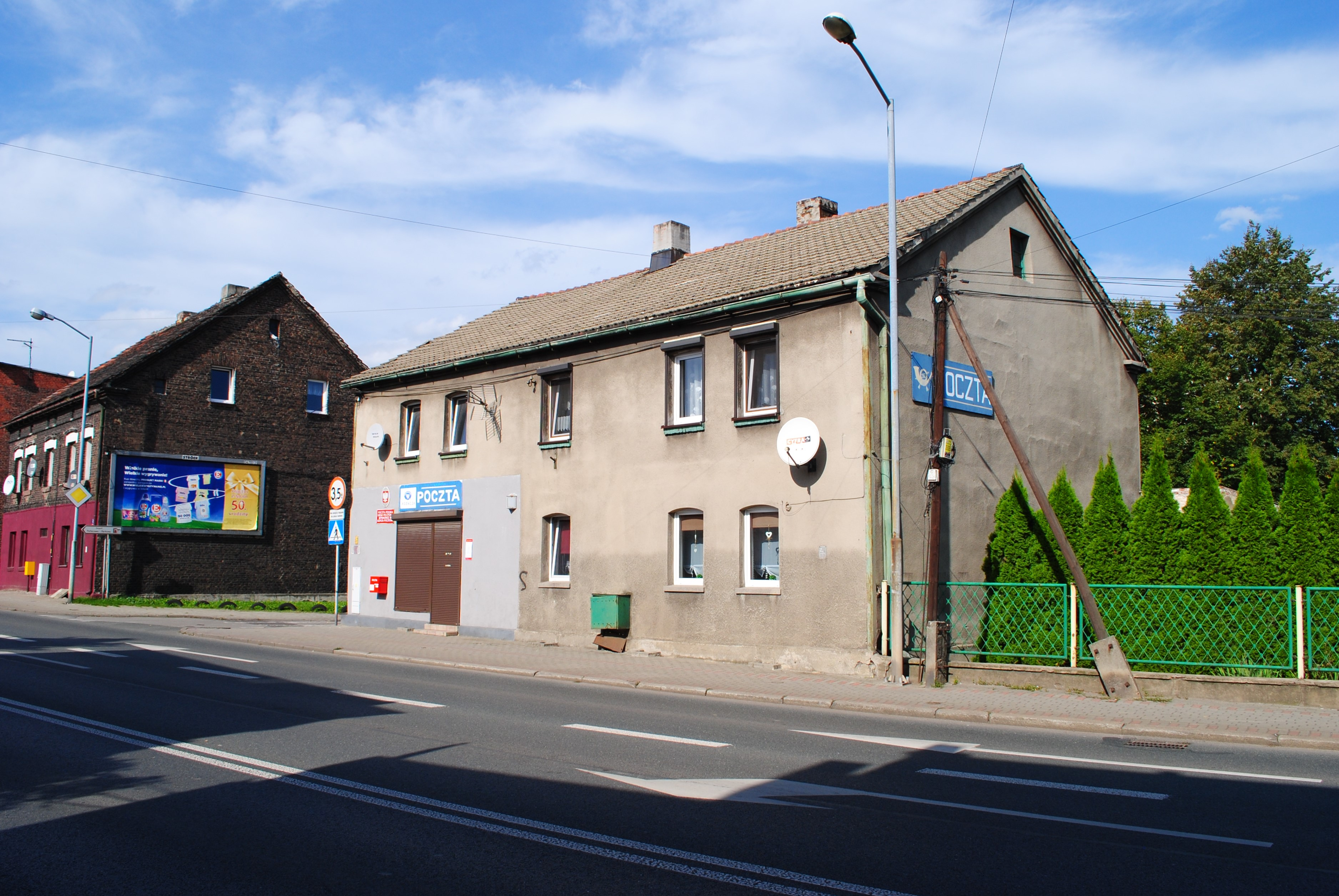
Budynek przy ul. H. Krupanka 19

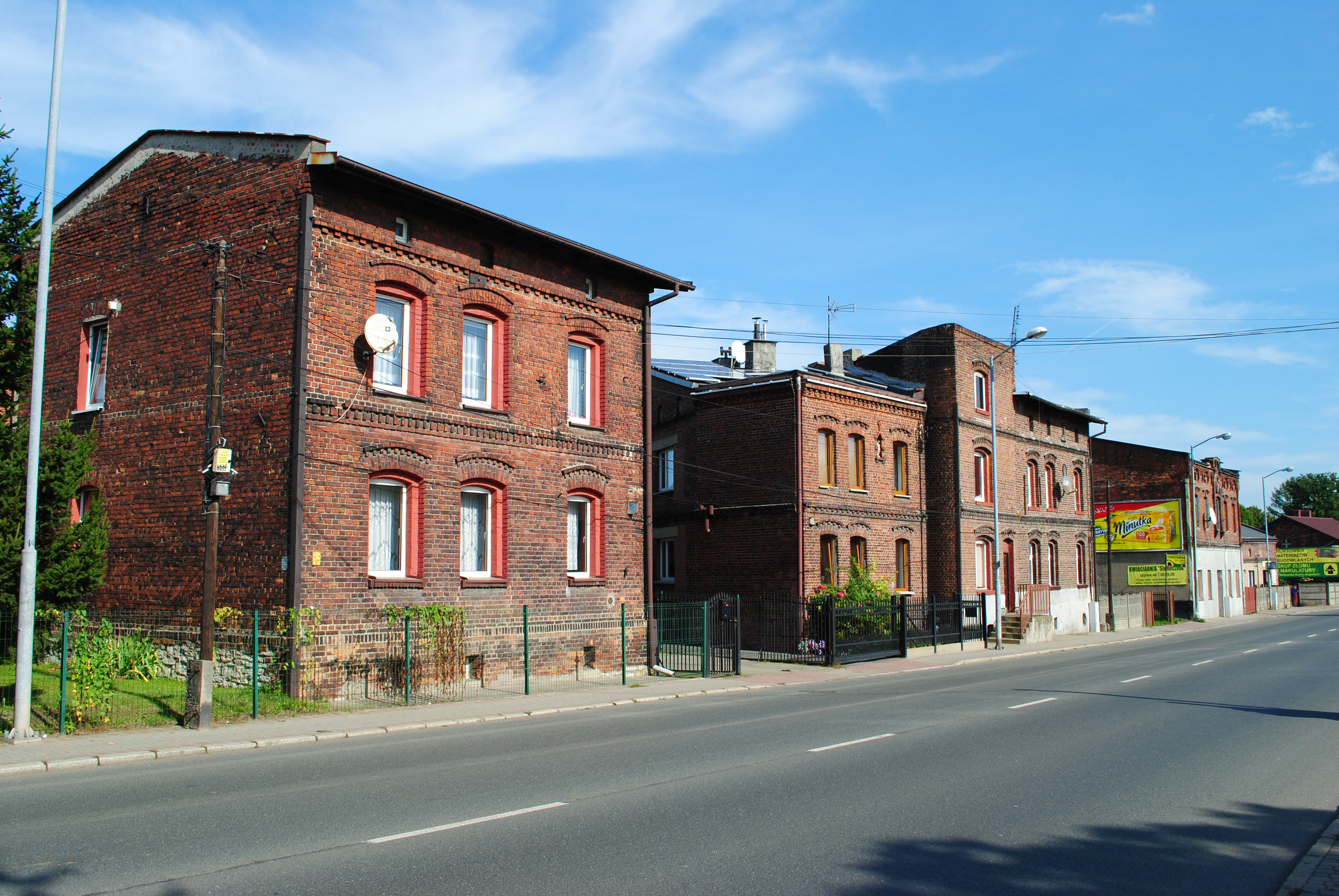
Budynki mieszkalne (od lewej: ul. Henryka Krupanka 37, 39, 41 i 47)

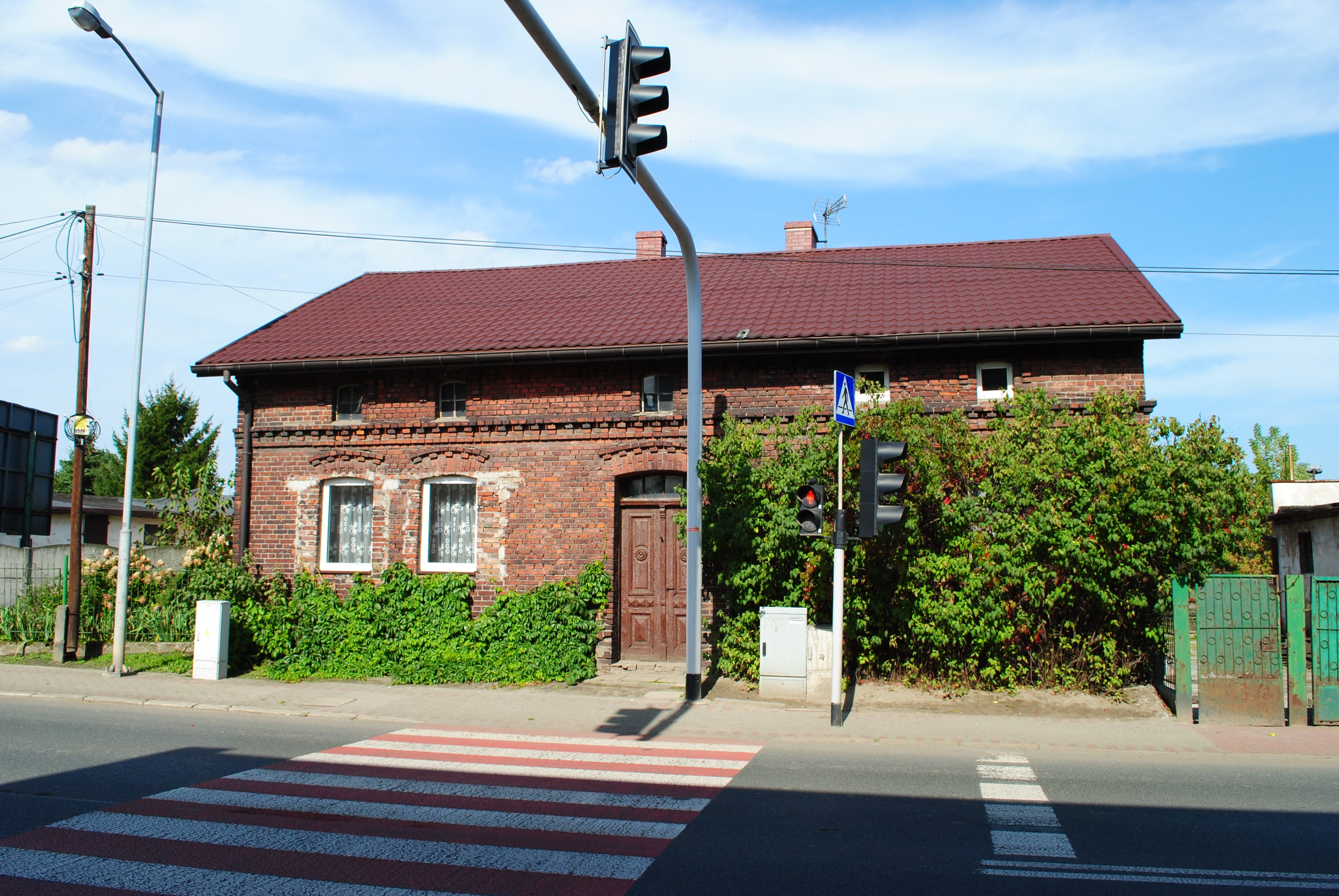
Budynek mieszkalny (ul. Henryka Krupanka 53)

Przy ulicy H. Krupanka znajdują się następujące historyczne i zabytkowe obiekty:
- Zespół zabudowy dawnego szybu „Bańgów” (ul. H. Krupanka)[25] – zespół ten tworzą następujące obiekty: zespół dawnych budynków maszyny wyciągowej, sprężarkowi, rozdzielni z lat 1924–1925, wieża wyciągowa szybu „Bańgów”, dawna cechownia i łaźnia oraz położony przy alei Spacerowej budynek dawnej rozdzielni elektrycznej[26],
- Fortyfikacje Obszaru Warownego „Śląsk” – schron[27] (ul. H. Krupanka; przy szybie „Bańgów”)[28],
- Budynek mieszkalny (ul. H. Krupanka 4)[29],
- Budynek mieszkalny (ul. H. Krupanka 6)[29],
- Budynek mieszkalny (ul. H. Krupanka 11)[29],
- Budynek mieszkalny (ul. H. Krupanka 12)[29],
- Budynek mieszkalny (ul. H. Krupanka 17)[29],
- Budynek mieszkalny (ul. H. Krupanka 20)[29],
- Budynek mieszkalny (ul. H. Krupanka 24)[29],
- Budynek mieszkalny (ul. H. Krupanka 26)[29],
- Budynek mieszkalny (ul. H. Krupanka 27)[29],
- Budynek mieszkalny (ul. H. Krupanka 29)[29],
- Budynek mieszkalny (ul. H. Krupanka 35)[29],
- Budynek mieszkalny (ul. H. Krupanka 37)[29],
- Budynek mieszkalny (ul. H. Krupanka 39)[29],
- Budynek mieszkalny (ul. H. Krupanka 41)[29],
- Budynek mieszkalny (ul. H. Krupanka 45)[29],
- Budynek mieszkalny (ul. H. Krupanka 47)[29],
- Budynek mieszkalny (ul. H. Krupanka 48)[25],
- Budynek mieszkalny (ul. H. Krupanka 49)[25],
- Budynek mieszkalny (ul. H. Krupanka 50)[25],
- Budynek mieszkalny (ul. H. Krupanka 53)[25],
- Budynek mieszkalny (ul. H. Krupanka 55)[25],
- Budynek mieszkalny (ul. H. Krupanka 62)[25],
- Budynek mieszkalny (ul. H. Krupanka 64)[25].

W rejonie ulicy H. Krupanka 87 zlokalizowany jest cmentarz żołnierzy niemieckich, którzy polegli w czasie II wojny światowej. Został on otwarty w 1998 roku. Pochowano na nim prochy około 28 tysięcy żołnierzy, których ekshumowano z miejsc pochówku na terenie województwa śląskiego oraz sąsiednich województw. Cmentarz został zorganizowany przez Niemiecki Związek Ludowy Opieki nad Grobami Wojennymi (niem. Volksbund Deutsche Kriegsgräberfürsorge).

## Gospodarka i instytucje
Do systemu REGON do połowy października 2021 roku zostało wpisanych łącznie 156 podmiotów zarejestrowanych przy ulicy H. Krupanka. Pośród dalej funkcjonujących, swoją siedzibę mają tutaj takie placówki jak m.in.: warsztat samochodowy (ul. H. Krupanka 34), dostawca membran dachowych, dystrybutor maszyn i urządzeń budowlanych, hurtownia materiałów budowlanych, palarnia kawy, sklep ogrodniczy, skład drewna (ul. H. Krupanka 83), hala produkcyjna przedsiębiorstwa produkującego części do foteli samochodowych (ul. H. Krupanka 93), piekarnia, kwiaciarnia, wspólnota mieszkaniowa, gospodarstwa rolne, stowarzyszenia i inne.